# Alaskozetes antarcticus
Alaskozetes antarcticus са вид акари, обитаващи Антарктида, като са пригодени да издържат на страховитите минусови температури там. Оцеляват, благодарение на дълбоката летаргия, в която изпадат.
Името на латински произлиза от двата основни хабитата, които обитават:
Alasko, произлиза от Аляска, и antarcticus, от Антарктида, където са открити по-късно.
Този вид акари има и няколко подвида:
- Alaskozetes antarcticus antarcticus
- Alaskozetes antarcticus grandjeani
- Alaskozetes antarcticus intermedius